# Sanha

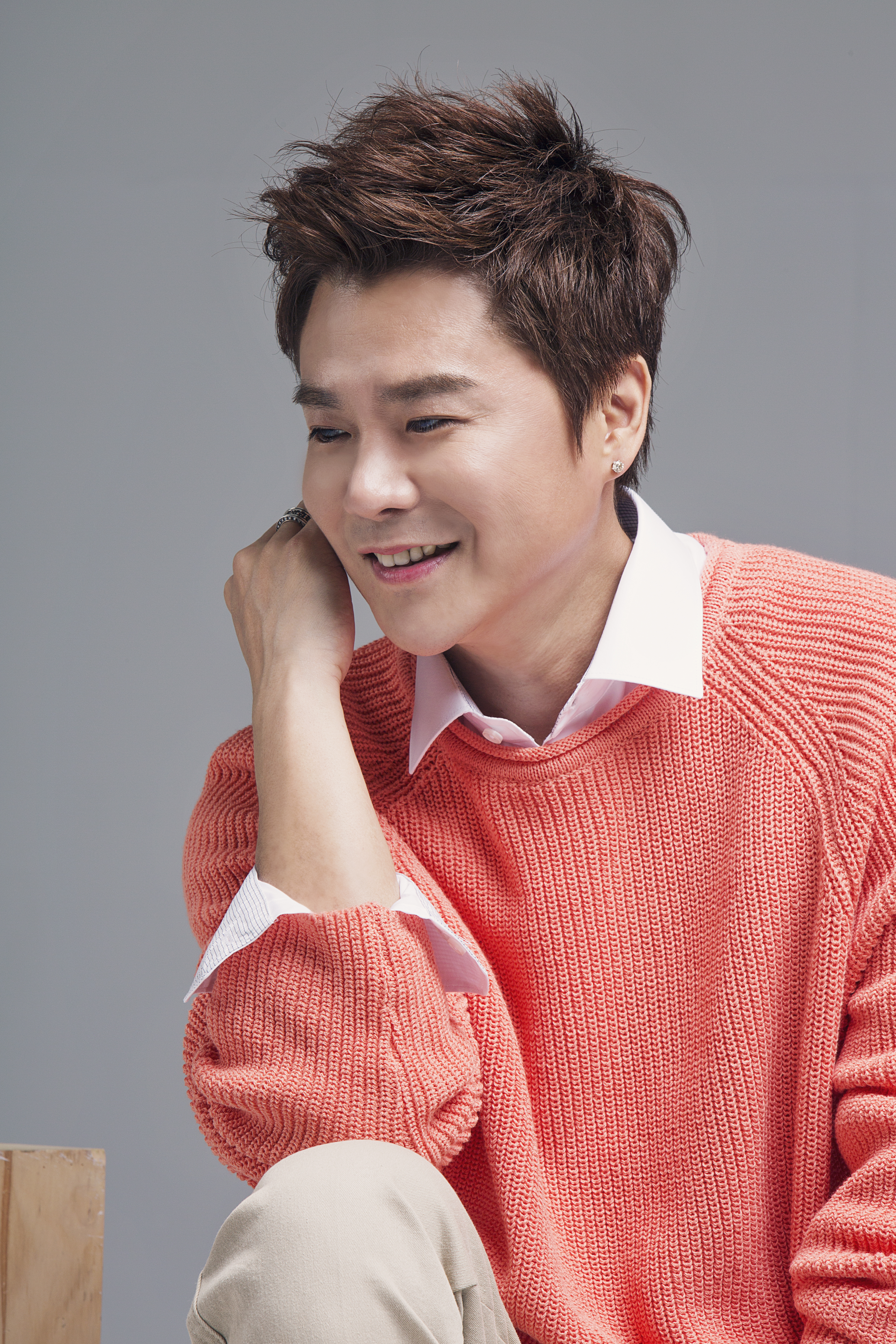
Sanha

Sanha（サナ、1978年4月7日 - ）は、韓国出身の男性歌手、ボーカリスト。
韓国では2001年ドラマ「COOL」サントラ『Oh My Little Girl：原作尾崎豊』、『夏』で歌手デビュー。数々の韓国ドラマのOSTに参加して（40作品以上）、2007年から日本でもライブ活動をスタートしている、韓流1世代歌手と呼ばれる。
2018年8月より長年使ってきた活動名をJUSTからSanha(サナ）に変更した。
KARAを始め多く、アイドルのレコーディングディレクターとしても知られている。

## プロフィール
- 所属事務所：JJ Bliss
- 身長/体重：  170cm/58kg
- 血液型： 0型
- 出身地： 韓国ソウル特別市
- 趣味/特技：  ゴルフ、時計収集

## 来歴
- 2000年、SBS NET MUSIC 2000特別賞を受賞。
- 2001年、ドラマ【COOL】サントラ【Oh My Little Girl】【夏】で歌手デビュー。
- 2007年、【Drama　Original　Sounds　Korea】　＠品川ステラホール　参加で日本での活動を開始。
- 2010年、【JUSTコンサート2010　in　東京】開催　＠東京IMAホール。
- 2010年、【単独ファンミーティング】開催　＠銀座ヤマハホール。
- 2011年、【私にウソをついてみて　OSTコンサート】　＠横浜パシフィック横浜国立大ホール With Infinite、Kimyungjoon。
- 2012年、Music Japan TVにて JUST司会の初の冠番組【JUST THE PARTY】。
- 2012年、韓国オリジナルミュージカル「パルレ」Vol.3に主役のソロンゴ役にて初主演、初ミュージカル。
- 2013年9月20日、【JUST 六本木ロマンス】　開催　＠東京STB139　スイートベイジル。
- 2015年10月10日、【星から来たVoice JUSTコンサート2015』　開催　＠東京。
- 2015年～2016年、中国活動。
- 2017年6月より日本活動再開。
- 2017年6月11日、【音 Our Mind（オン アワ マインド）】 Vol.1　開催　＠東京渋谷　JZ　Brat。
- 2017年8月26日、【日本デビュー10周年記念ツアー】東京・神戸・横浜。
- 2018年6月2日、2018年定期ライブ【JUST　WITH　YOU　3rd】　開催予定　＠渋谷Mt.RAINIER HALL。
- 2018年8月より活動名をJUSTからSanha(サナ)に変更してアーティストとして新たなスタートをしている。
- 2018年8月、日本初カバーシングル【Move　On】　【最後の雨】をリリース。
- 2022年1月、KPOPを導いてきた韓国作曲家集団Sweetune×Sanhaのコラボ【人プロジェクト】の1曲目　【HELLO】をリリース
- 2022年4月、KPOPを導いてきた韓国作曲家集団Sweetune×Sanhaのコラボ【人プロジェクト】の2曲目　【AGAIN】をリリース
- 2022年7月、初のカバーアルバム【TIMELESS】をリリース、Pretender、鱗、瞳をとじて、接吻、たしなかこと等6曲。

## 韓国ドラマOST
- SBSドラマ【模範タクシー】　曲名：Moonlight
- SBSドラマ【星から来たあなた】曲名：I love you
- SBSドラマ「グリーンローズ」曲名：GREEN　ROSE
- MBCドラマ【私の名前はキムサンスン】曲名：手放せない愛
- KBSドラマ【BAD　LOVE】曲名：中毒
- KBSドラマ【ヒーラー】曲名：あなたのために
- SBSドラマ【私にウソをついてみて】曲名：何も
- MBCドラマ【チェオクの剣】ダモ　曲名：悲歌
- SBSドラマ【完璧な恋人に出会う方法】曲名：そばにいなくいても
- WEBドラマ【あなたを注文します】曲名：まだ間に合うなら
- SBSドラマ【ジャイアント】曲名：一つだけ
- MBCドラマ【千回のキス】曲名：千回のキス
- MBCドラマ【あなたは贈り物】曲名：ガッタソ　Same
- MBCドラマ【可愛いあなた】曲名：止められない　Can't stop loving you
- SBSドラマ【ルル姫】曲名：私だけ承諾してください

等　40作品以上

## アルバム
日本
- 2008年「JUST Collection DRAMA OST BEST ALBUM」CD（日本版）
- 2018年8月　初のカバーシングル　Move　On　【最後の雨】発売
- 2019年5月　プロジェクトシングル　【夜桜お七】カバーDVD　発売
- 2022円7月　初のカバーアルバム　【TIMELESS】　発売

韓国
- 2007年2月　Digital Single 『サボテン』　発売　/　8月　Digital Single 『Never Let You Go』　発売
- 2009年　Digital Single　『イゲムォヤ』　発売
- 2010年　 Single CD　「Why」　発売　/　第１集アルバム　「JUSTIST」　韓国版　発売
- Single CD　「Why」　発売　　第１集アルバム　「JUSTIST」　韓国版　発売
- 2011年　DVD　『JUST LIVE IN SEOUL 2011 DVD』　『DVD + 写真集セット』　発売
- 2019年2月　Single　CD　【The　City】発売
- 2022年1月　人プロジェクト　第1弾【HELLO】発売
- 2022年4月　人プロジェクト　第2弾　【AGAIN】発売